# Saint-Sulpice-des-Landes, Loire-Atlantique
Saint-Sulpice-des-Landes (bretonsko Sant-Suleg-al-Lanneier) je naselje in občina v francoskem departmaju Loire-Atlantique regije Loire. Leta 2012 je naselje imelo 677 prebivalcev.

## Geografija
Kraj leži v pokrajini Bretaniji na meji z Anjoujem, 59 km severovzhodno od Nantesa.

## Uprava
Občina Saint-Sulpice-des-Landes skupaj s sosednjimi občinami Anetz, Ancenis, Belligné, Bonnœuvre, La Chapelle-Saint-Sauveur, Couffé, Le Fresne-sur-Loire, Maumusson, Mésanger, Montrelais, Oudon, Pannecé, Le Pin, Pouillé-les-Côteaux, La Roche-Blanche, La Rouxière, Saint-Géréon, Saint-Herblon, Saint-Mars-la-Jaille, Varades in Vritz sestavlja kanton Ancenis s sedežem v Ancenisu; slednji je tudi sedež okrožja Ancenis.

## Zanimivosti
- kapela Božjega groba iz začetka 15. stoletja, francoski zgodovinski spomenik,
- romarska kapela sv. Klementa iz 18. stoletja,
- cerkev Božjega groba,
- neorenesančni dvorec château du Courdray s parkom iz 18. stoletja.